# Xiaozhan
Xiaozhan (kinesiska: 小站, 小站镇) är en köping i Kina. Den ligger i storstadsområdet Tianjin, i den norra delen av landet, omkring 30 kilometer sydost om stadens centrum. Antalet invånare är 82 582. Befolkningen består av 37 834 kvinnor och 44 748 män. Barn under 15 år utgör 12,0 %, vuxna 15-64 år 80 %, och äldre över 65 år 6,0 %.